# Robin Hack
Robin Hack (phát âm tiếng Đức: [ˈʁɔbɪn ˈhak]; sinh ngày 27 tháng 8 năm 1998) là một cầu thủ bóng đá người Đức hiện tại đang thi đấu ở vị trí tiền đạo cho câu lạc bộ của Bundesliga là Borussia Mönchengladbach.

## Sự nghiệp
Tháng 6/2019, Hack kí hợp đồng với 1. FC Nürnberg từ 1899 Hoffenheim với chi phí không được tiết lộ.
Sau 2 mùa giải tại Nürnberg, Hack chuyển tới Arminia Bielefeld vào tháng 8/2021, với thời hạn hợp đồng tới năm 2025.
Tuy nhiên, vào ngày 26/6/2023, Hack đã kí hợp đồng với Borussia Mönchengladbach với bản hợp đồng có thời hạn 4 năm, khi hợp đồng với Arminia Bielefeld chưa kết thúc.